# Gayéri
Gayéri är en provinshuvudstad i Burkina Faso.   Den ligger i provinsen Province de la Komandjoari och regionen Est, i den östra delen av landet, 220 km öster om huvudstaden Ouagadougou. Gayéri ligger 281 meter över havet och antalet invånare är 1 958.
Terrängen runt Gayéri är platt, och sluttar norrut. Runt Gayéri är det glesbefolkat, med 13 invånare per kvadratkilometer.. Det finns inga andra samhällen i närheten.
Omgivningarna runt Gayéri är en mosaik av jordbruksmark och naturlig växtlighet.